# 江西药水

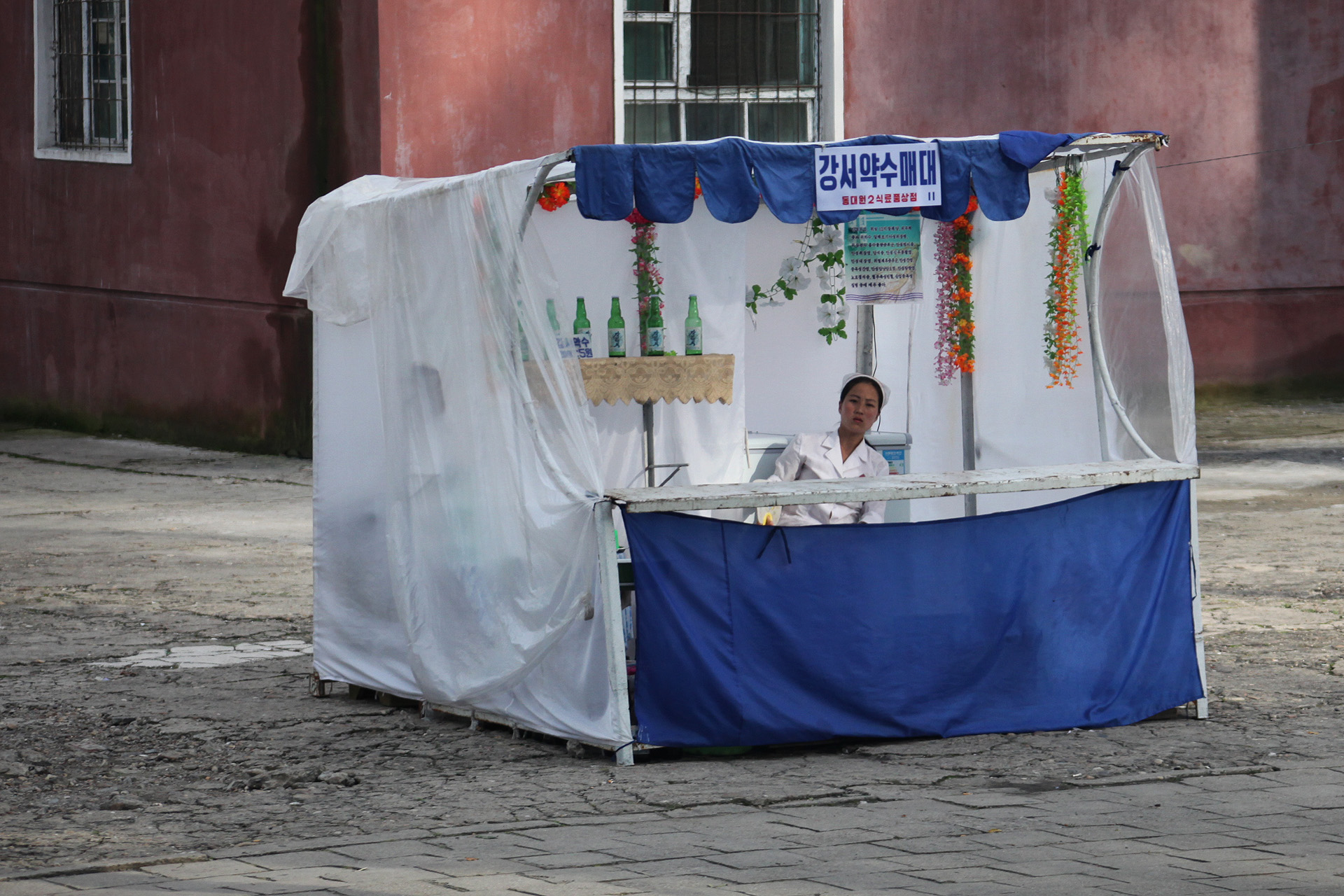
一处贩卖江西药水的铺位

江西药水是一种产自朝鲜南浦市江西区域的天然苏打水，苏打水內有铁离子、镁离子、氯离子、钠离子、钙离子等多种元素，廠家自稱对胃病、皮肤病等有治疗效果，故取名“药水”。江西药水由江西药水工厂生产，有蓝色塑料瓶与绿色玻璃瓶两种包装。该厂泉眼深度为135米，泉水每日涌出量为400吨，每升泉水二氧化碳含量为2800毫克。江西药水在朝鲜境内涉外宾馆、饭店有销售。“江西药水”也是朝鲜高丽航空指定专用水。江西药水于1982年注册被为朝鲜国家“自然保护物”第56号，并获得民族原产地“朝鲜特产”证书。出口销往中国的塑料瓶装水，被称为“江西天然碳酸矿泉水”。2019年1月，江西药水工厂还开设了澡堂，使用江西药水进行治疗。